# شلاک

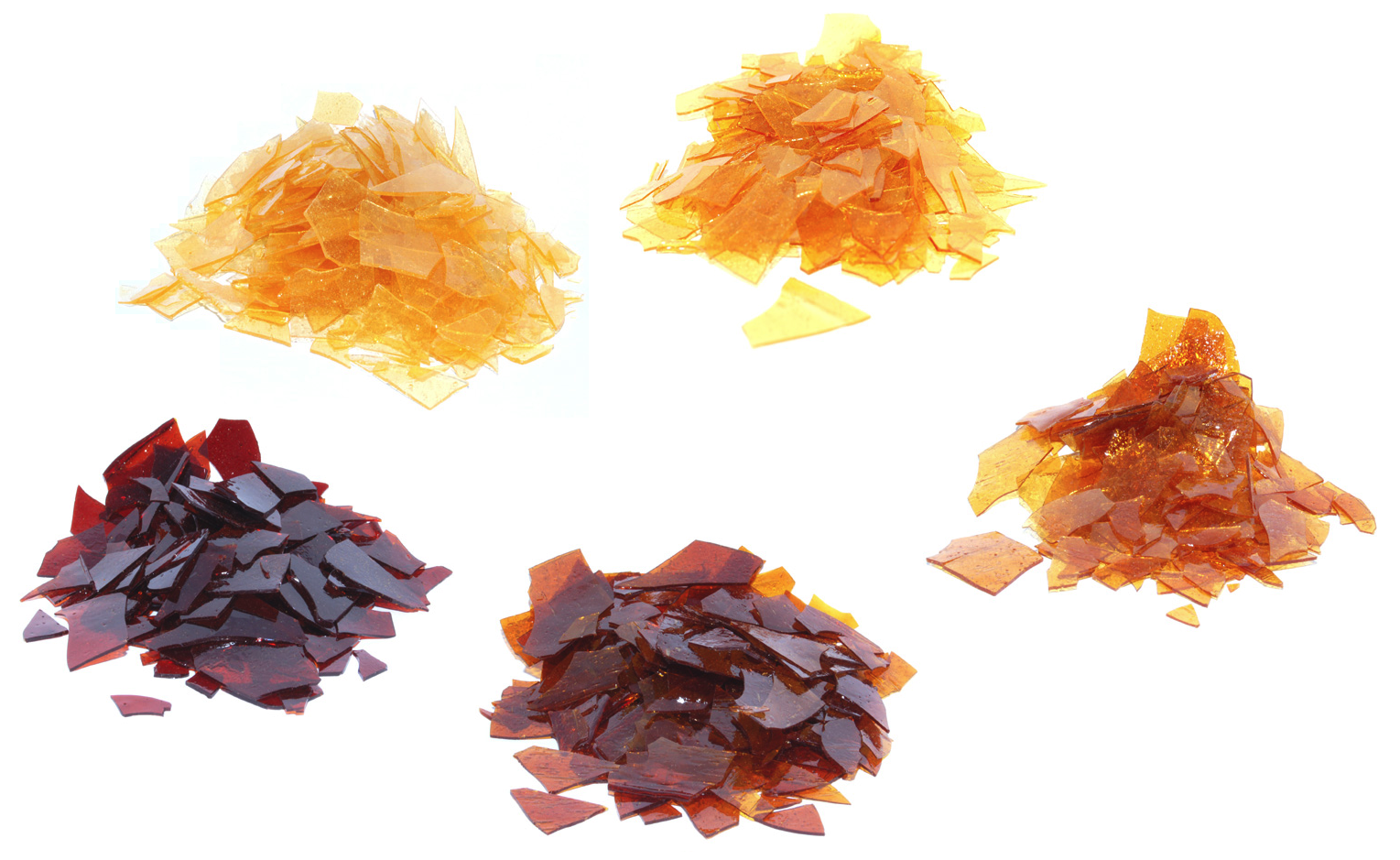
شلاک به‌صورت ورقه‌ای

شلاک (به انگلیسی: Shellac) یک نوع انگم است که از پوسته تخم حشره ماده کِریا لاک گرفته می‌شود. این حشره یک نوع شپشک نرم از خانواده شپشک های لاک ساز است که بر روی درختان متنوعی از جمله کُنار و پالاش در هند زندگی می‌کند. این ماده به صورت پوسته ای خشک فرآوری می‌شود و به بازار عرضه می‌شود. این ماده برای براق کردن استفاده می‌شود. علاوه بر خاصیت براق‌کنندگی موجب جلوگیری از نفوذ آب و رطوبت نیز می‌شود. برای محافظت از سطوح در مقابل آب استفاده می‌شود.

## کاربرد در صنایع غذایی
در صنایع غذایی از شلاک برای پوشش دهی میوه‌ها، شکلات و شیرینی‌ها استفاده می‌شود. پوشش با شلاک موجب براق شدن ماده غذایی می‌شود. این پوشش قابل خوردن بوده و بدون تجزیه از دستگاه گوارش دفع می‌شود.

## کاربرد در صنایع آرایشی
شلاک در ساخت مواد آرایشی مانند لاک و رژلب و غیره برای براق کردن استفاده می‌شود.

## کاربرد در رنگرزی
این ماده در رنگرزی برای براق کردن و افزایش مقاومت در برابر رطوبت بر روی مصنوعات چوبی استفاده می‌شود.